# Kopparålder
Kopparåldern (även kallad kalkolitisk tid, kalkolitikum, eneolitisk tid, eneolitikum och kopparstenåldern) är en tidsperiod mellan neolitisk tid (yngre stenåldern) och bronsåldern. Definitionen är att koppar användes, men inte brons. Omfattar olika tider i olika geografiska områden. I huvudsak mellan 2 700 och 1 700 f.Kr., i Skandinavien 2 300–1 800 f.Kr. Men koppar har bearbetats så tidigt som 8 700 f.Kr. Det klassiska treperiodsystemet används ännu i skolundervisning, men börjar förlora terräng inom forskarvärlden. 
I Norden använder man det främst som en benämning på den period som oftast kallas senneolitikum.
I metallurgiskt hänseende är koppar inte hårt som brons, som är en legering av koppar och tenn. Brons är även mer avancerat att producera och bearbeta. Det gör det osannolikt att någon skulle gått direkt från sten till brons, utan att ha hittat guld eller koppar först. För att ytterligare komplicera sakerna uppstod bronsåldern och järnåldern samtidigt i stora delar av världen.
Till kopparåldern brukar bland annat följande viktigare kulturkomplex räknas:
- Egypten, gamla och mellersta riket till och med hyksostiden,
- Mesopotamien, sumerisk tid, akkadisk tid, ny sumerisk tid och gammalbabylonisk tid,
- Indien, Indus eller Harappakulturen med förstadier,
- Kina, Shangdynastin,
- Grekland, tidig och mellanminoisk kultur,
- Mellaneuropa, snörkeramiska kulturer,
- Västeuropa, Almeriakulturen, klockbägarkultur och megalitgravskultur,
- Nordeuropa, yngre trattbägarkultur och stridsyxekultur.[2]

I Skandinavien är kopparfynden få, vilket gör att man numera inte talar om en nordisk kopparålder. 